# Utrera (kommunhuvudort)
Utrera är en kommunhuvudort i Spanien.   Den ligger i provinsen Provincia de Sevilla och regionen Andalusien, i den södra delen av landet, 400 km söder om huvudstaden Madrid. Utrera ligger 52 meter över havet och antalet invånare är 50 665.
Terrängen runt Utrera är platt. Runt Utrera är det ganska tätbefolkat, med 62 invånare per kvadratkilometer. Närmaste större samhälle är Dos Hermanas, 16,5 km nordväst om Utrera. Trakten runt Utrera består till största delen av jordbruksmark.